# 朝田夢子
朝田 夢子（あさだ ゆめこ、5月25日 - ）は、フリーアナウンサー。大阪府堺市出身。福井テレビでアナウンサー兼報道記者、サンテレビでアナウンサーとしてそれぞれ勤務した。

## 人物
武庫川女子大学附属中学校・高等学校への在学中に、学内の放送部に所属した。NHK杯全国高等学校放送コンテストに出場したほか、東海ラジオの高校ラジオ作品コンクールアナウンス部門で優秀賞を受賞した。
武庫川女子大学生活環境学部情報メディア学科への進学後は、プロダクション・セイが運営する「セイアカデミー」でアナウンス技術の研鑽を積んだほか、今宮戎神社の福娘に選ばれた。
大学卒業後、報道部所属のアナウンサーとして福井テレビへ入社した。在籍中は、『おかえりなさ〜い』（ローカル情報番組）のMCや中継リポーターを務めるかたわら、『福井テレビLive News』では記者として取材やリポートを担当した。
2020年4月1日付で、アナウンサーとしてサンテレビに入社した。『情報スタジアム 4時!キャッチ』→『NEWS×情報 キャッチ+』（平日夕方の報道・情報番組）でキャスターを務めるなど、主に報道番組を担当した。

## 出演・担当番組

### テレビ
福井テレビのアナウンサー時代
- おかえりなさ〜い - MC、中継
- 福井テレビLive News - 記者取材、リポート
- 福井新聞ニュース・中日新聞ニュース

サンテレビのアナウンサー時代
- SUN-TVニュース - キャスター
- 情報スタジアム 4時!キャッチ（2020年4月 - 2021年3月）[5] - MC・中継リポーター
- NEWS×情報 キャッチ+（2021年4月1日 - 2023年3月24日）
  - 当時17時台の後半に設けられていた「ニュース+」のパートで（水 - 金曜日）にMCキャスターを担当。
  - 2022年7月29日（金曜日）には、武庫川女子大学附属中学校・高等学校放送部の後輩部員を取材した収録映像が「ニュース+」で放送された[3]。
- 国民の選択！2021～衆院選兵庫＆神戸市長選 ～（2021年10月30日）-　スタジオキャスター
- 震災27年特別番組　阪神淡路大震災1.17のつどい[6]（2022年1月17日）-　司会進行
- はじめの1票 Z世代×参院選 兵庫選挙区開票速報（2022年7月10日） - スタジオキャスター
- ひょうご統一地方選挙開票速報　（2023年4月10日）

### ラジオ
- 征平・吉弥の土曜も全開!!（朝日放送ラジオ、2024年10月19日 - ） - 「全開リポート」担当

## 関連人物
いずれも、サンテレビでの同期アナウンサー。
- 吉本美咲（元NHK松江放送局キャスター） - 同じ時期に有期雇用契約のアナウンサーとして在籍[7]。
- 村上昂輝（元西日本放送アナウンサー） - 正社員として入社。